# Cimetière de Hong Kong
Le cimetière de Hong Kong (香港墳場), anciennement appelé cimetière colonial de Hong Kong puis cimetière de Hong Kong (Happy Valley), est l'un des premiers cimetières chrétiens de Hong Kong, ayant été fondé en 1845, quatre ans après le début de l'établissement britannique sur l'île. Situé à côté de l'hippodrome de Happy Valley, il est proche du cimetière juif, du cimetière hindou, du cimetière parsi, du cimetière catholique Saint-Michel et du cimetière musulman.
Il contient 79 sépultures du Commonwealth de la Première Guerre mondiale et 62 de la Seconde Guerre mondiale, qui sont maintenues en état par la commission des tombes de guerre du Commonwealth. Ce cimetière protestant est construit en série de terrasses montant à flanc de colline. Les tombes les plus anciennes ont tendance à être au bas de la colline, ceux des années 1930 et 1940 sont généralement au sommet.
À plusieurs reprises, des vestiges du cimetière sont exhumés pour faire place à des aménagements routiers et sont placés dans les niches d'un ossuaire, qui continue d'être utilisé pour les crémations contemporaines. Ces niches indiquent les informations de base de chaque individu.

## Types de tombes
Certaines sections du cimetière avaient tendance à être réservées à des groupes particuliers, par exemple l'armée, la marine, ou la police de Hong Kong. Il existe deux catégories principales de tombes qui peuvent être trouvées dans le cimetière de Hong Kong :

### Tombes militaires

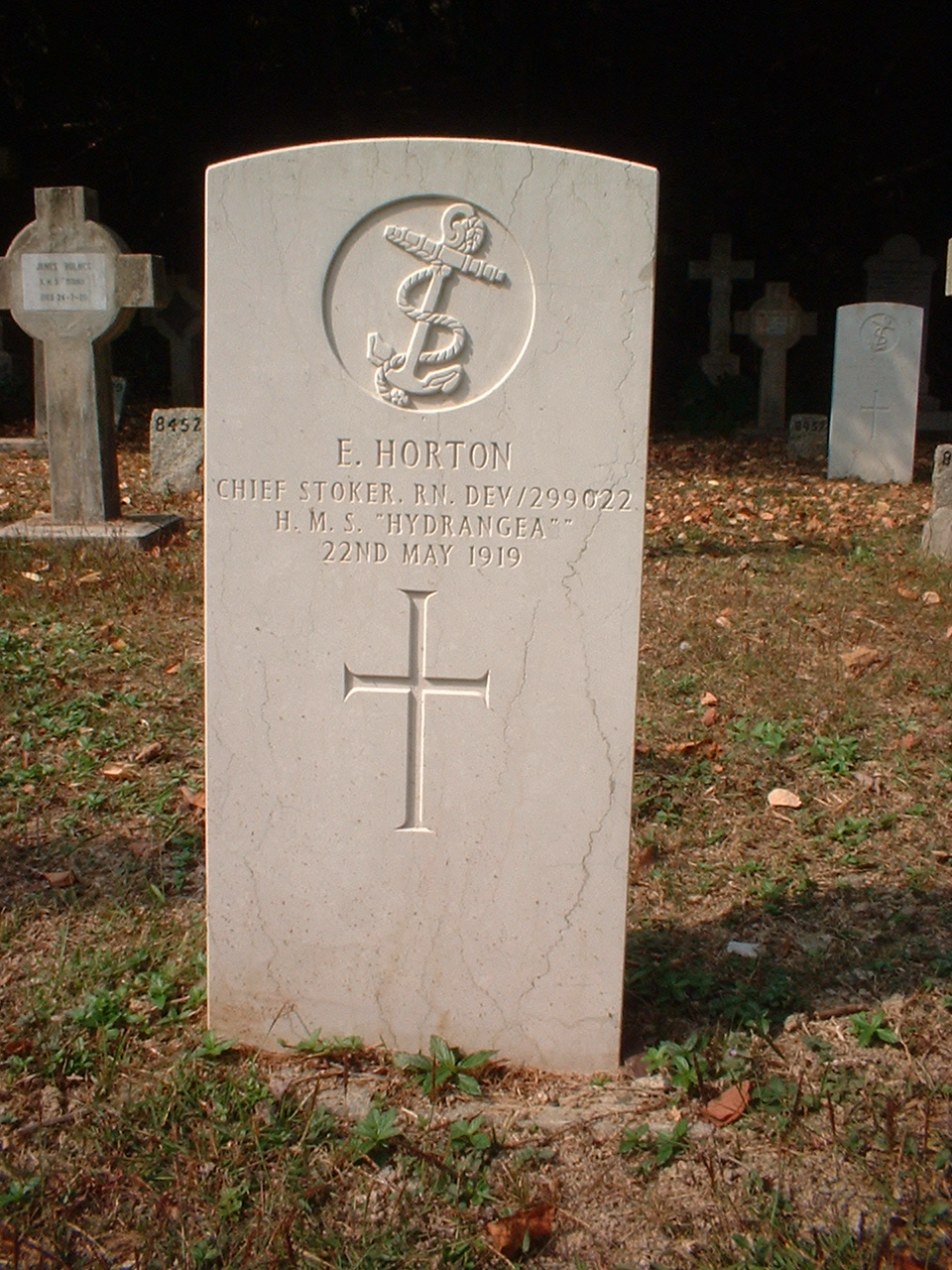
La tombe d'un marin de la Royal Navy de la Seconde Guerre mondiale.

Comme son nom l'indique, cette catégorie de tombes est pour les morts militaires britanniques, de la période de la fin du 19e siècle au début des années 1960 (lorsque le gouvernement de Hong Kong crée le cimetière de guerre de Sai Wan en 1965). Au début de l'époque coloniale, la force de garnison britannique avait le même problème que celle de l'Inde : le climat. Certains de ses membres n'ont jamais pu s'adapter au climat tropical de Hong Kong et sont morts des suites de maladie, tandis que d'autres sont tombés au cours de la révolte des Boxers, principalement en 1900. À l'heure actuelle, c'est le principal cimetière militaire de Hong Kong avec le cimetière militaire de Stanley.
Il y a environ 79 tombes militaires de la Première Guerre mondiale dans le cimetière de Hong Kong, principalement des soldats décédés dans les hôpitaux militaires de l'île et de Kowloon, qui ont reçu les malades et les blessés du territoire allemand de Tsingtao dans le Shandong. Les faits montrent que la plupart d’entre eux étaient dans la marine.

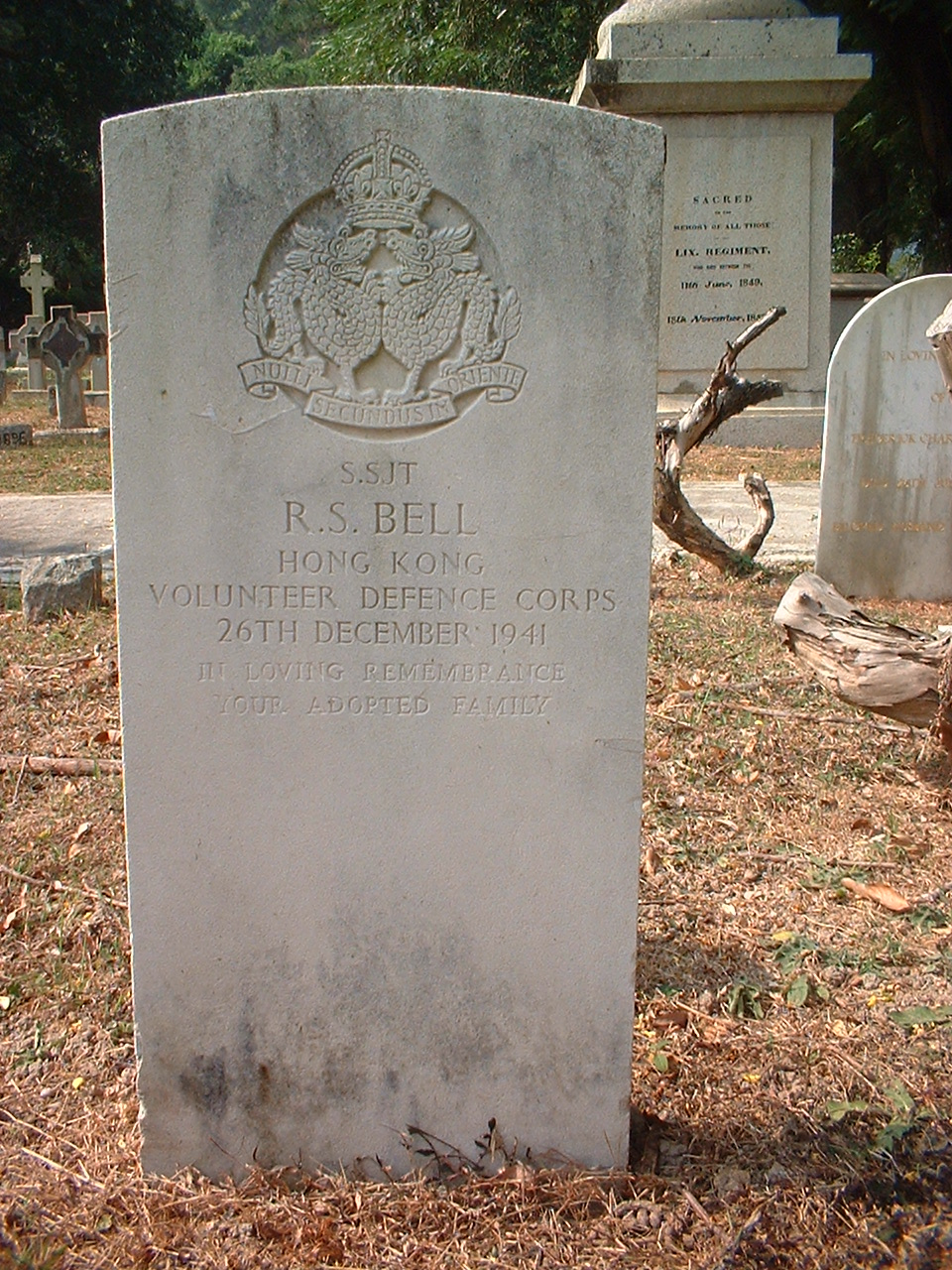
Tombe de SJT. R.S. Bell du Corps de défense des volontaires de Hong Kong de la Seconde Guerre mondiale.

Avant l'invasion japonaise de Hong Kong de 1941, la Grande-Bretagne avait sur place deux bataillons des Royal Scots et du régiment du Middlesex (en) en garnison. Le cimetière témoigne de la présence de ces deux bataillons. Il y a en tout 62 tombes militaires du personnel des services du Commonwealth de la Seconde Guerre mondiale - principalement de l'année 1941 - entretenues par la commission des tombes de guerre du Commonwealth.
Les forces britanniques à Hong Kong utilisent le cimetière comme lieu de sépultures jusqu'en 1965. L'une des personnalités militaires les plus notables est Driver Joseph Hughes, récipiendaire de la croix de George.
Il y avait aussi deux monuments érigés par la Royal Artillery en mémoire de leurs camarades tombés au combat, qui ont ensuite été transférés au musée de la défense côtière de Hong Kong.

### Tombes civiles
Les sépultures civiles dans le cimetière sont diverses et illustrent la structure sociale au début de la période coloniale. Il est largement admis que le cimetière était destiné à l'inhumation de la classe supérieure de la société, principalement britannique. Les personnes notables de cette époque enterrées dans le cimetière incluent Robert Hotung et sa première femme, Paul Chater et Kai Ho (en). La plupart des missionnaires chrétiens à Hong Kong y sont également enterrés, un exemple notable étant Karl Gützlaff, un missionnaire allemand ayant participé à établir des églises luthériennes à Hong Kong et qui est considéré comme le premier missionnaire luthérien en Chine. Un autre missionnaire notable enterré est Henrietta Hall Shuck (en), la première femme missionnaire américaine en Chine.
Il y a aussi un certain nombre de sépultures chinoises, tous chrétiennes. Certaines d'entre elles sont celles de participants à la révolution chinoise de 1911 et aux soulèvements dirigés par Sun Yat-sen, comme Yeung Ku-wan, qui est assassiné à Hong Kong par le gouvernement Qing.
Un certain nombre de Japonais sont enterrés dans le cimetière, principalement ceux qui résidaient à Hong Kong au début de la période coloniale. Certains d'entre eux étaient chrétiens, mais la plupart étaient shintos. La coutume japonaise de brûler de l'encens pendant les rites commémoratifs a mené à des plaintes de certains occidentaux. En conséquence, une section japonaise spéciale du cimetière a été désignée.

## Personnalités enterrées
- Karl Gützlaff (1803-1851), missionnaire allemand.
- Robert Hotung (1862-1856)
- Daniel Richard Caldwell (1816-1875)
- Henry Fletcher Hance (1827-1886), diplomate et botaniste britannique[2]
- Samuel Cornell Plant (en) (1866-1921), premier à commander un vapeur marchand sur le Yangzi Jiang supérieur et premier inspecteur principal du Yangzi Jiang supérieur[3]
- Robert Kirk (en) (1905-1962), pathologiste et parasitologiste écossais
- Wong Tape (en) (1875–1967), marchand chinois de Dunedin en Nouvelle-Zélande et membre du Conseil urbain de Hong Kong.

## Galerie

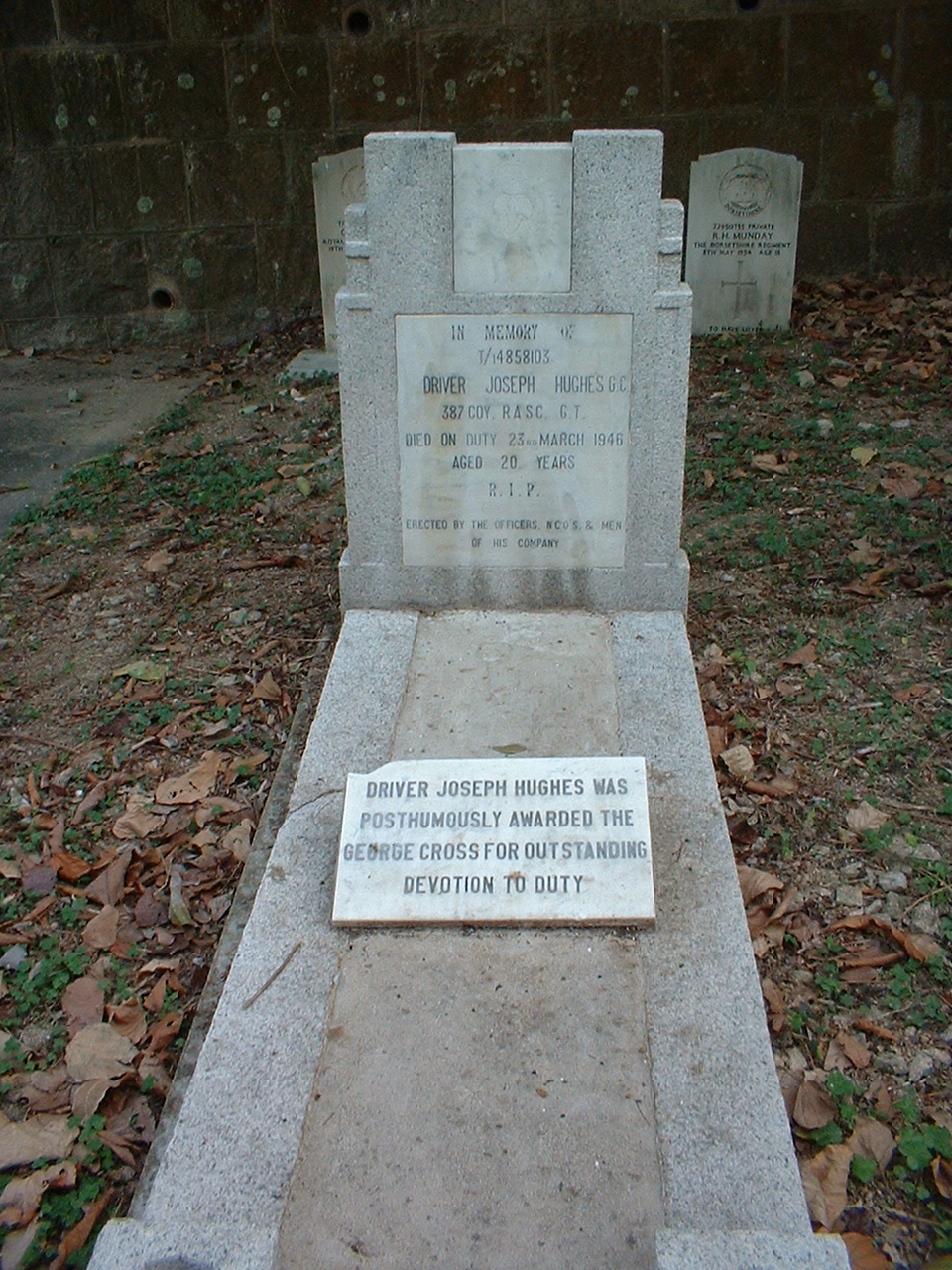
Tombe de Driver Joseph Hughes, récipiendaire de la croix de George pour avoir averti ses compagnons de la présences de bombes.
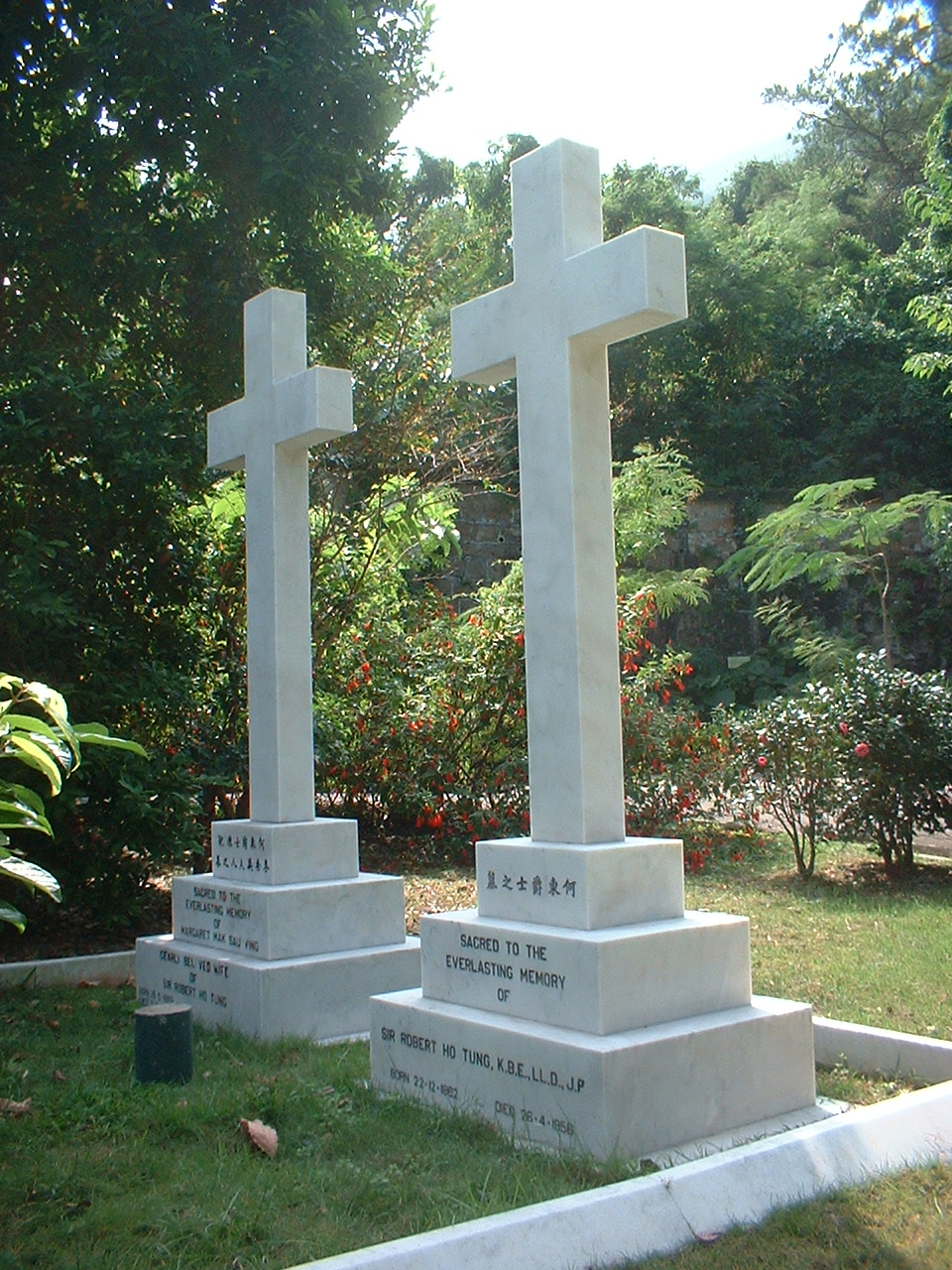
Tombes de Robert Hotung et de sa première femme Margaret Mak Sau Ying.
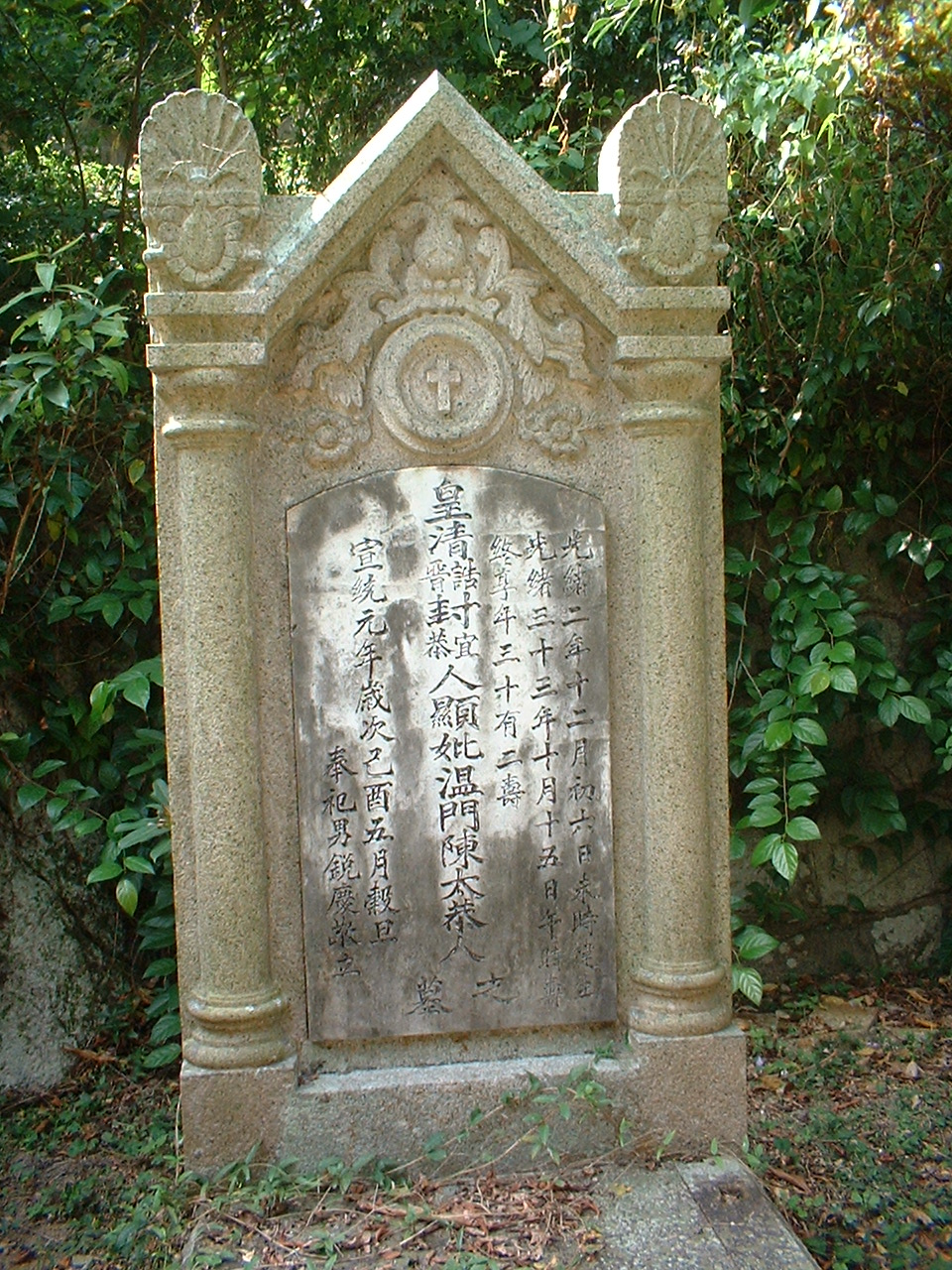
Un exemple de tombe chinoise.
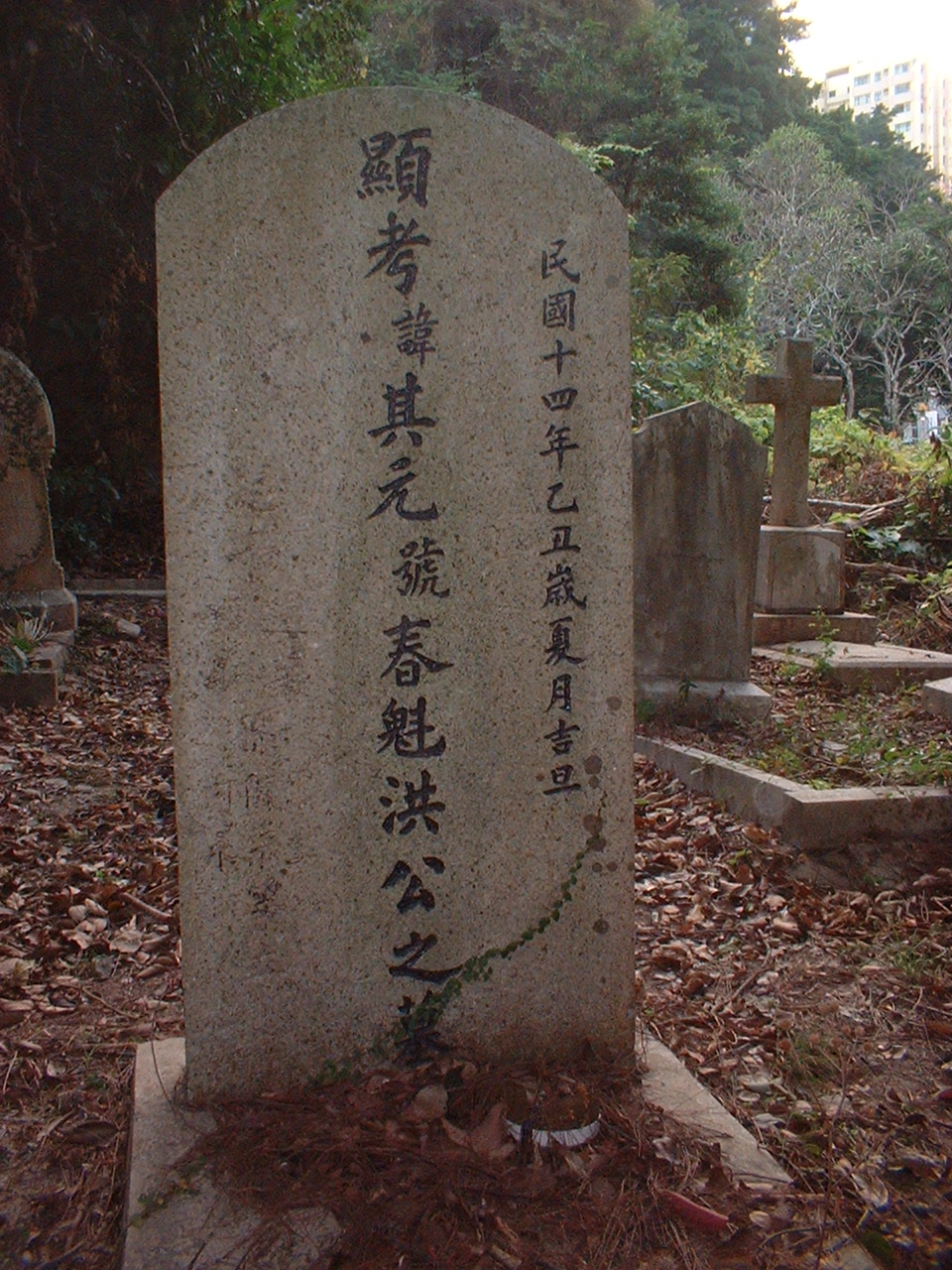
Tombe de Hung Chuen-fook, l'un des figures de la révolution chinoise de 1911 et descendant de Hong Xiuquan, la principale figure de la révolte des Taiping.
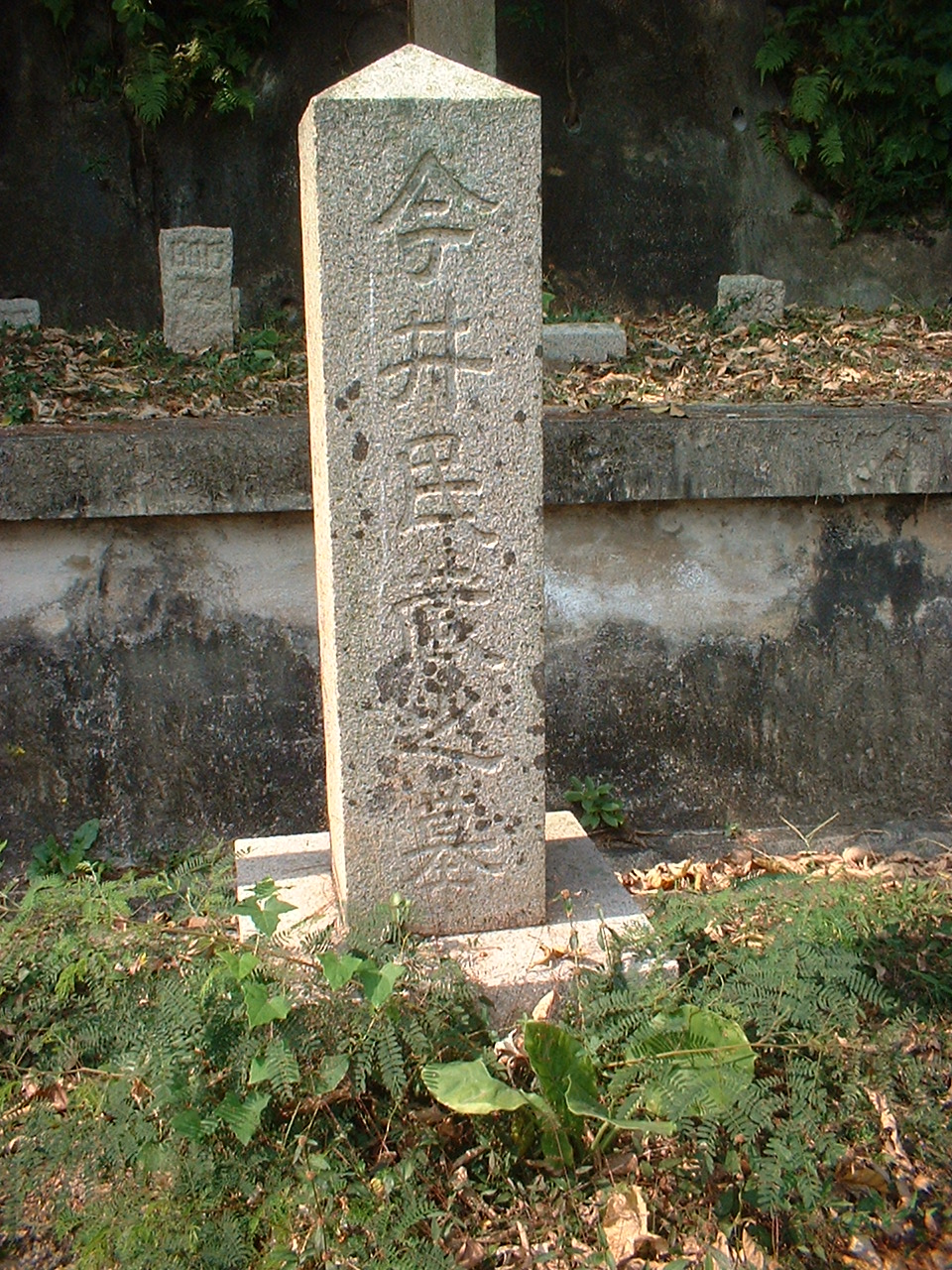
Une tombe japonaise traditionnelle.
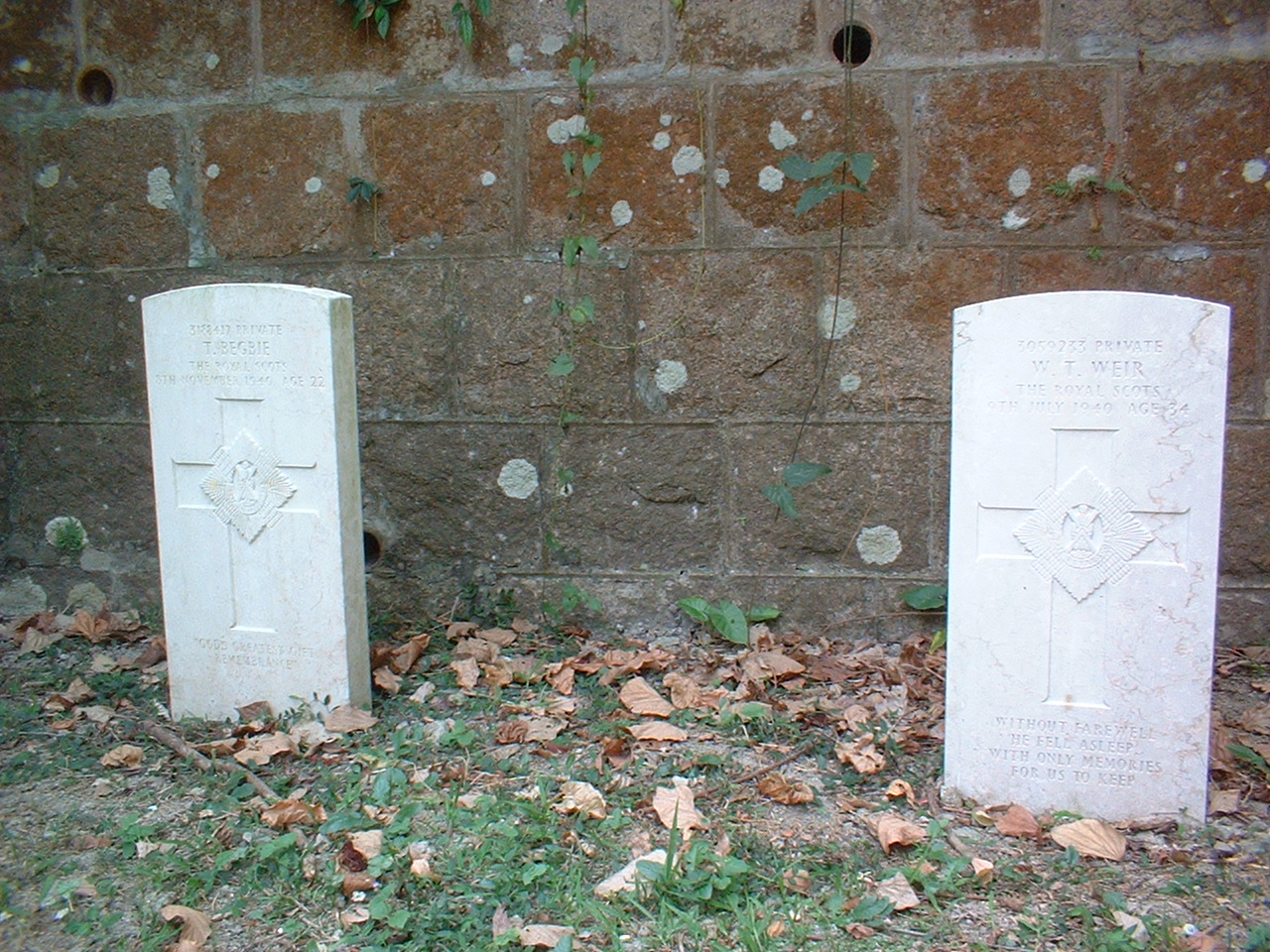
Tombes de membres des Royal Scots, l'un des bataillons de garnison de Hong Kong avant l'invasion japonaise.
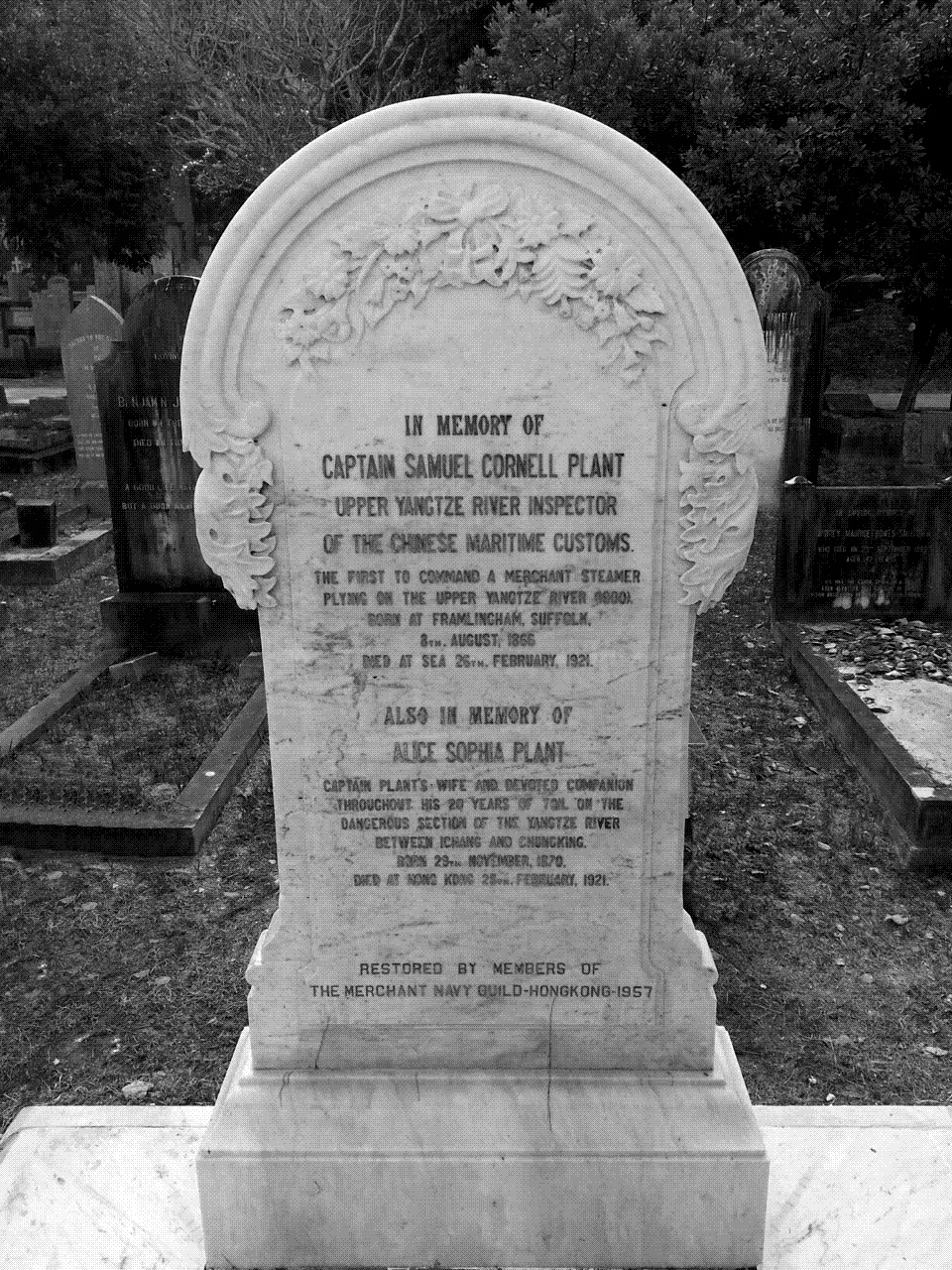
Tombe de Samuel Cornell Plant (en) et de sa femme Alice.

## Dans la culture populaire
Une scène du roman Comme un collégien de John le Carré se déroule dans l'hippodrome voisin ainsi qu'au cimetière. C'est un endroit populaire pour le tournage de films et d'émissions de télévision. L'artiste folk britannique Johnny Flynn sort une chanson en 2008 sur le cimetière dans l'album A Larum.